# 게릭 헤이건

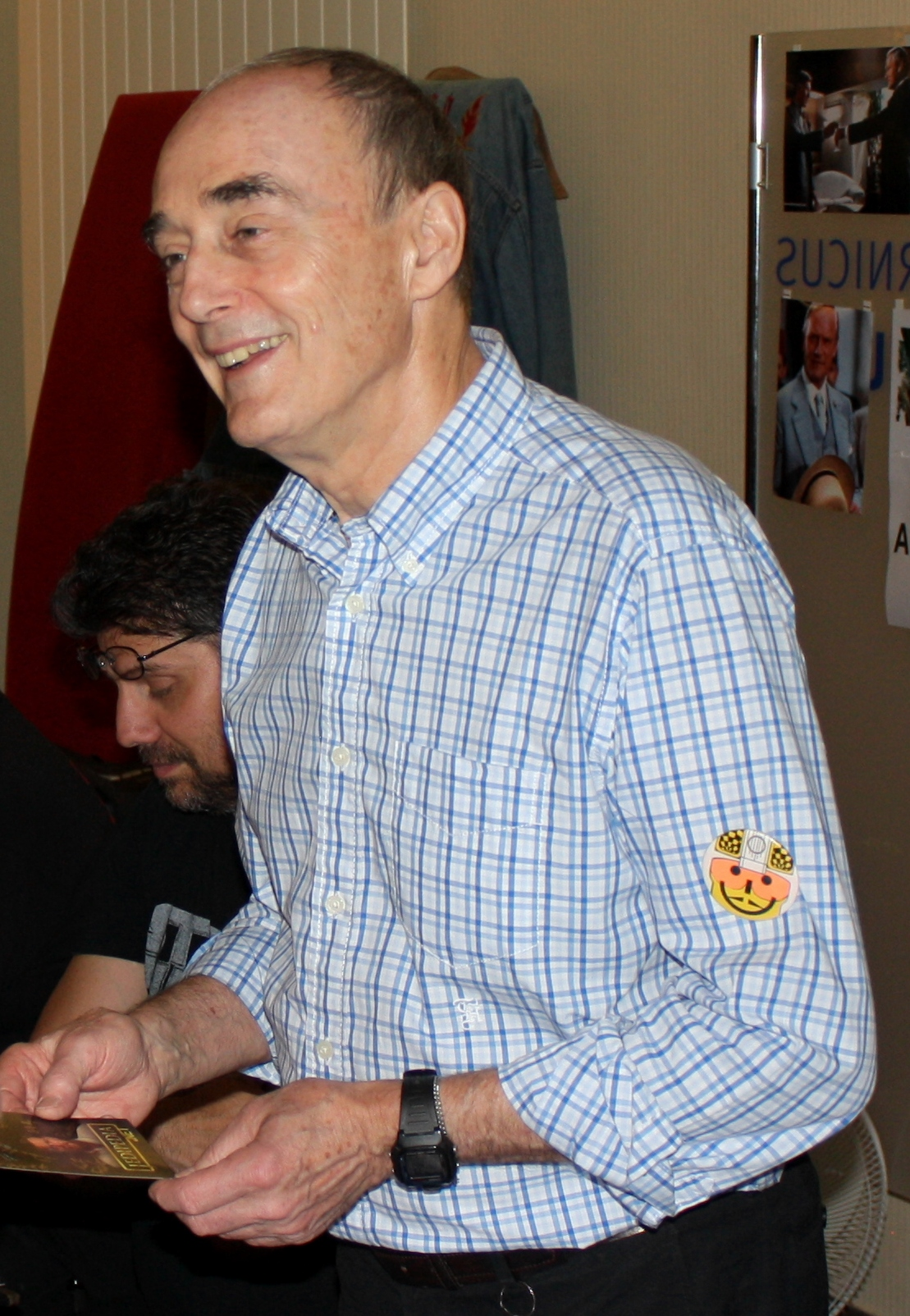

개릭 헤이건(Garrick Hagon, 1939년 9월 27일 ~ )은 영국의 배우이다.
런던에서 태어났다.

## 영화
- 레드: 더 레전드 (2013년) - 미국 VIP 역
- 하드데이 (2012년) - 제임스 할게이트 3세 역
- 레드라이트 (2012년) - 하워드 맥콤 역
- 인투 더 스톰 (2009년)
- 닌자 (2009년)
- 맬리스 인 원더랜드 (2009년)
- 나와 오손 웰스 (2008년)
- 이즈 애니바디 데어? (2008년)
- 세컨드 인 코맨드 (2006년)
- 쉐도우 맨 (2006년)
- 더 재킷 (2005년)
- 찰리와 초콜릿 공장 (2005년)
- 인 마이 컨트리 (2004년)
- 체이싱 리버티 (2004년)
- 테이킹 사이즈 (2001년)
- 스파이 게임 (2001년)
- 미션 임파서블 (1996년)
- 발토 (1995년)
- 스칼렛 (1994년)
- 레드 이글 (1994년)
- 리벌버 (1992년)
- 무밍 (1990년)
- 자칼의 추적 (1990년)
- 마의 해역 (1990년)
- 돌아오지 않은 Kal 007기 (1989, Coded Hostile)
- 적색 테러 (1989년)
- 배트맨 (1989년) - 투어리스트 대드 역
- 자유의 절규 (1987년)
- 미합중국 최후의 날 (1977년)
- 스타워즈 에피소드 4 - 새로운 희망 (1977년)
- 007 나를 사랑한 스파이 (1977년)
- 머나먼 다리 (1977년)
- 예언자 마호메트 (1976년)